# Forever & Always
Forever & Always è un brano musicale della cantautrice statunitense Taylor Swift, contenuto nel suo secondo album in studio Fearless. Il brano non è mai stato pubblicato come singolo, ma nonostante questo è riuscito ad entrare in classifica negli Stati Uniti e in Canada, raggiungendo rispettivamente la trentaquattresima e la trentasettesima posizione. È stato inoltre certificato disco di platino dalla RIAA, in quanto è riuscito a raggiungere la soglia del milione di copie vendute, grazie ai download digitali.
Taylor Swift ha rivelato di aver inserito il brano in una "sessione di registrazione di emergenza" all'ultimo minuto, quando ormai l'album era già stato completato, in seguito alla rottura con Joe Jonas. Un critico di Sputnik Music ha recensito negativamente il brano definendolo terribilmente smielato e uno dei brani peggiori dell'album in cui Swift nasconde con il suo carisma dei sentimenti superficiali. Mentre Wes Laurie di Yahoo Music l'ha definita una forte traccia pop country.

## Contesto e scrittura
Taylor Swift scrisse canzoni per il suo secondo album in studio, Fearless, mentre era in tour come artista di apertura per altri musicisti country per promuovere il suo album di debutto omonimo durante il 2007–2008, quando aveva 17–18 anni. Continuando i temi romantici del suo primo album, Swift scrisse canzoni sull'amore e le esperienze personali dalla prospettiva di una ragazza adolescente per garantire che i suoi fan potessero relazionarsi con Fearless. A tal fine, Swift dichiarò che quasi ogni brano dell'album aveva un "volto" che lei associava ad esso.

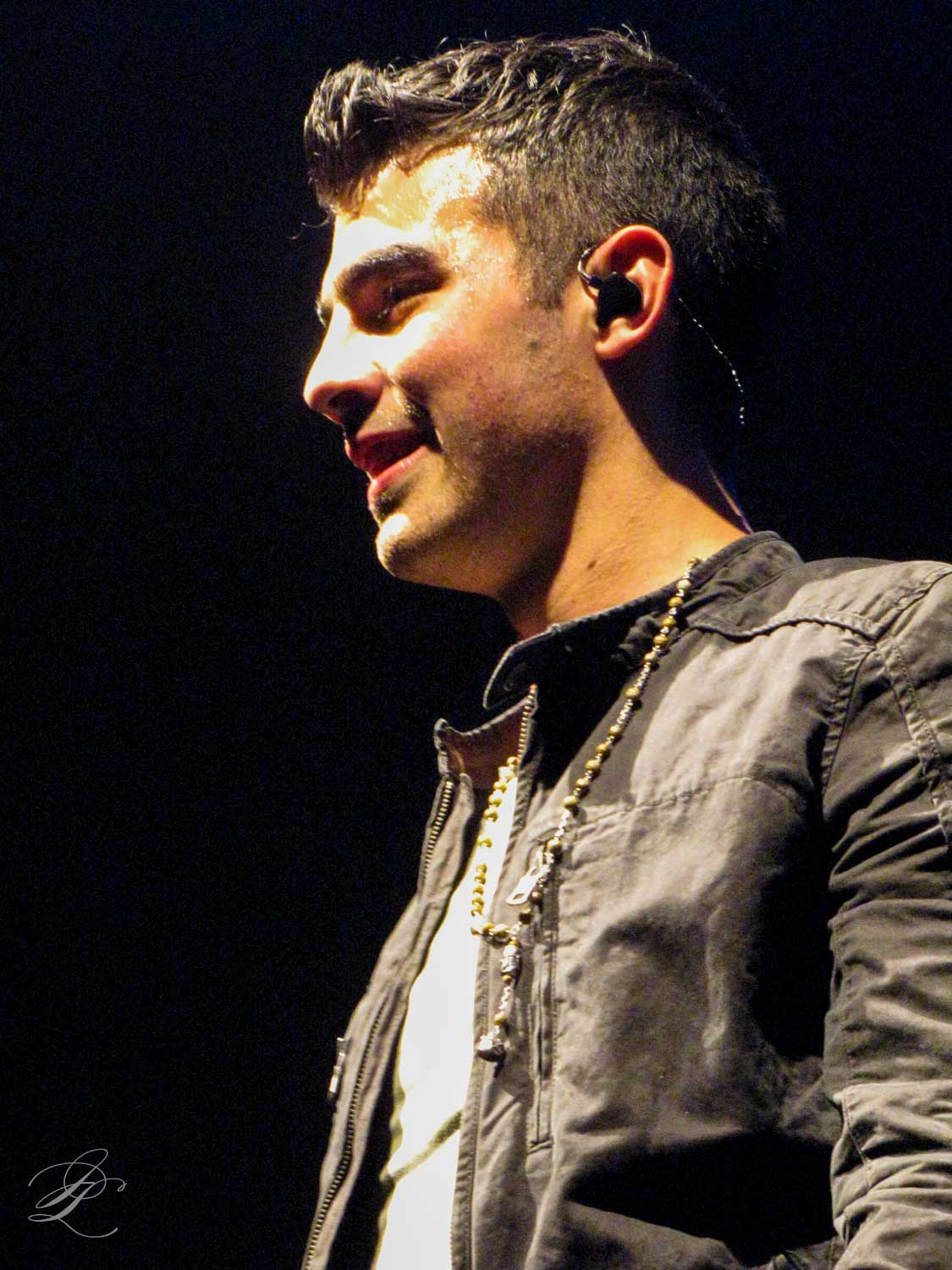
La rottura di Swift con Joe Jonas (nella foto) ispirò "Forever & Always".

"Forever & Always" fu l'ultimo brano che Swift scrisse per Fearless, e lei supplicò Scott Borchetta, il presidente della sua allora etichetta Big Machine Records, di includerlo nell'album un giorno prima che la tracklist fosse finalizzata. Lei disse a Rolling Stone che il brano affrontava "qualcosa di davvero, davvero drammatico e folle" e che "[aveva bisogno] di affrontarlo sotto forma di musica". Spiegando la produzione all'ultimo minuto, disse che era perché "[scriveva canzoni] mentre la vita le accadeva"; "Posso scrivere qualcosa, chiamare il mio produttore, entrare in studio, accelerare i tempi, ottenere un mix in una notte." Swift registrò "Forever & Always" con il produttore Nathan Chapman nell'ottobre 2008, e Chad Carlson lo registrò e lo mixò presso Starstruck Studio a Nashville.
Durante la promozione di Fearless, Swift confermò sui social media e in interviste televisive che fu ispirata a scrivere "Forever & Always" dalla sua rottura con il cantante Joe Jonas, con cui uscì brevemente da luglio a ottobre 2008. In The Ellen DeGeneres Show, lo descrisse come "il ragazzo che mi lasciò al telefono in 25 secondi quando avevo 18 anni". Disse a MTV News che "lo doveva" ai suoi fan affrontare la sua vita personale attraverso la musica. Jonas affrontò la canzone in un numero del 2009 della rivista Seventeen, dicendo: "È lusinghiero. È sempre bello sentire il loro lato della storia." Nel maggio 2019, Swift apparve nel programma Ellen e ricordò che "[mettere] Joe Jonas alla berlina" in passato era stata la "cosa più ribelle" che avesse fatto da adolescente.

## Pubblicazione
"Forever & Always" è stato pubblicato come brano dell'album in Fearless, l'11 novembre 2008, da Big Machine Records. Una "Piano Version" è stata inclusa nella tracklist di Fearless: Platinum Edition, rilasciato il 26 ottobre 2009. "Forever & Always" raggiunse la posizione numero 34 nella Billboard Hot 100 il 5 novembre 2009, supportata dalla "Piano Version". Fu una delle nove canzoni di Swift nella Hot 100 quella settimana, rendendola la prima artista femminile ad avere nove brani in classifica contemporaneamente. Nel luglio 2018, la Recording Industry Association of America certificò la canzone platino per aver superato un milione di unità basato su vendite e streaming. In Canada, la canzone raggiunse la posizione numero 37 nella Canadian Hot 100.
Dopo aver firmato un nuovo contratto con Republic Records, Swift iniziò a registrare nuovamente i suoi primi sei album in studio nel novembre 2020. La decisione seguì una disputa del 2019 tra Swift e il manager Scooter Braun, che acquisì Big Machine Records, inclusi i diritti degli album di Swift che l'etichetta aveva pubblicato. Registrando nuovamente gli album, Swift ottenne la piena proprietà dei nuovi masters, il che le permise di incoraggiare il licenziamento delle sue canzoni registrate di nuovo per uso commerciale nella speranza di sostituire i masters di proprietà di Big Machine.
Le nuove registrazioni di "Forever & Always" e della sua "Piano Version", entrambe sottotitolate "Taylor's Version", sono state rilasciate come parte della nuova registrazione di Fearless, Fearless (Taylor's Version). Republic Records pubblicò Fearless (Taylor's Version) il 9 aprile 2021. Entrambe le versioni ri-registrate sono state prodotte da Swift e Christopher Rowe, e sono state registrate da David Payne presso Black Bird e Prime Recording Studios a Nashville. Rowe registrò la voce principale di Swift nel suo studio a casa a Londra, e Șerban Ghenea mixò i brani presso MixStar Studios a Virginia Beach (Virginia). "Forever & Always (Taylor's Version)" ha raggiunto le classifiche in Australia (45), Canada (37), Singapore (28) e negli Stati Uniti (65). Ha raggiunto la posizione numero 41 nella classifica Billboard Global 200.

## Composizione e accoglienza critica
"Forever & Always" ha una durata di 3 minuti e 46 secondi. È una canzone country pop e pop rock che presenta chitarre e violini. Canalizzando i suoi sentimenti di rifiuto dopo una rottura, la traccia inizia con quella che Swift descrisse come "una melodia carina che è facile da cantare", e termina con lei che "praticamente urla perché [è] così arrabbiata". Tom Gardner dell'Associated Press ritenne che il brano mostrasse la "voce dolce e modesta" di Swift che acquisisce un'ulteriore intensità.
Swift affermò che i testi erano un giro sarcastico della frase "per sempre e sempre", e il brano parla di una relazione problematica con un ex fidanzato, che aveva promesso alla narratrice (il personaggio di Swift) che sarebbe stato con lei per sempre. Il fidanzato è descritto come immaturo, che "non ha chiamato" e lascia la narratrice a chiedersi cosa abbia fatto di sbagliato mentre la relazione svanisce. Lei lo affronta: "Ero fuori tempo? Ho detto qualcosa di troppo onesto, che ti ha fatto scappare e nasconderti come un ragazzino spaventato?" Nelle note dell'album, Swift include il messaggio segreto della canzone: "Se giochi a questi giochi, entrambi perderemo." Secondo Jennifer Keishin Armstrong di Billboard, mentre gran parte di Fearless esplora il romanticismo ispirato alle favole, "Forever & Always" esamina un vero dolore d'amore.
James E. Perone, accademico di musica, elogiò la produzione radiofonica della canzone, ma ritenne che fosse "troppo generica e orientata al mercato" per una cantautrice. Jim Farber del New York Daily News sostenne che "Forever & Always" fosse una delle tracce "pop-catchy" dell'album che "decolla". Scrivendo per Billboard, Jennifer Keishin Armstrong ritenne che la scrittura di Swift in "Forever & Always" fissasse un precedente per le sue canzoni successive riguardo vendetta e disprezzo per gli ex amanti. Nate Jones di Vulture e Hazel Cills di Pitchfork concordarono, trovando che "Forever & Always" ispirata a Joe Jonas introducesse la scrittura caratteristica di Swift riguardante l'amore fallito e le celebrità; Cills scrisse: "[Swift] ama dare un resoconto dettagliato, accumulando minuti riassuntivi di un momento l'uno sopra l'altro come se stesse sceneggiando il montaggio perfetto da un ricordo indelebile." In una recensione successiva per Pitchfork nel 2021, Dani Blum selezionò "Forever & Always" come la migliore canzone di Fearless, evidenziando le emozioni tumultuose nella voce di Swift.

## Esibizioni dal vivo

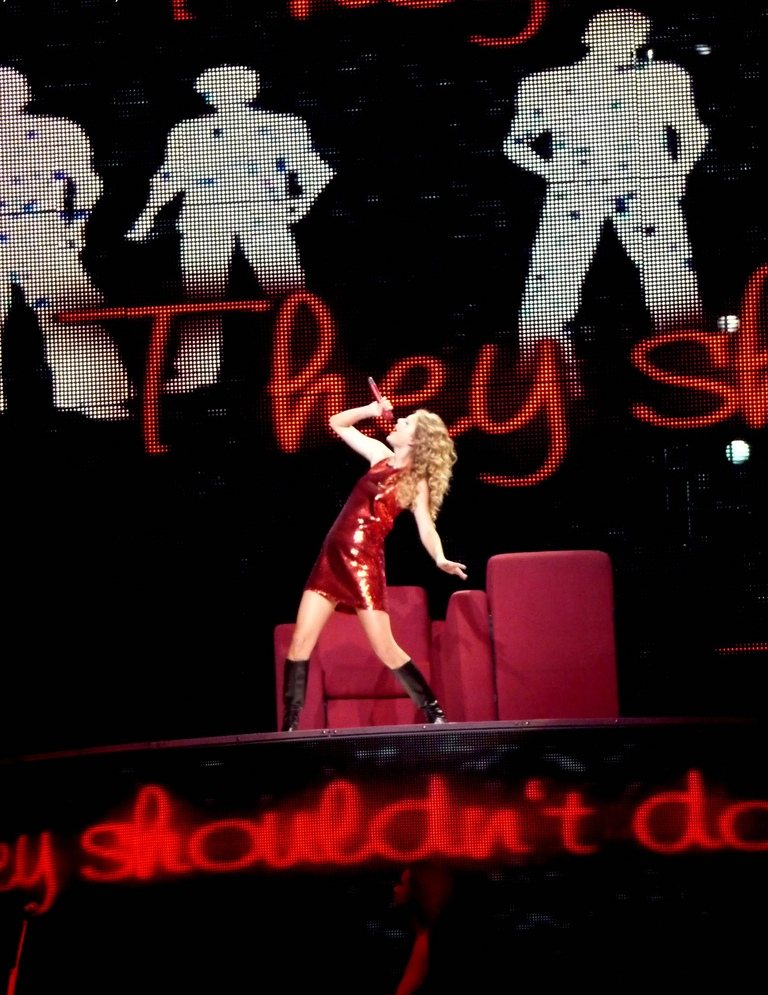
Swift mentre interpreta Forever & Always durante il Fearless Tour (2010)

Swift eseguì per la prima volta "Forever & Always" durante il suo concerto per il 2009 Dick Clark's New Year's Rockin' Eve, come parte di un medley con Picture to Burn, Love Story e Change, il 31 dicembre 2008. In un episodio di gennaio 2009 di Saturday Night Live, Swift interpretò "Forever & Always" e "Love Story". Cantò la canzone di nuovo come parte delle sue esibizioni al Florida Strawberry Festival nel febbraio 2009 e ai Country Music Association Awards nel novembre 2009.
La canzone faceva parte del setlist regolare dei concerti del primo tour da solista di Swift, il Fearless Tour (2009–2010). Prima di eseguire "Forever & Always", Swift fece una finta intervista con l'ospite di Today Hoda Kotb; Kotb chiese perché gli uomini dovrebbero uscire con Swift se lei scrivesse canzoni per "smascherarli", a cui Swift rispose che non dovrebbero fare cose cattive. Dopo l'intervista finta, Swift apparve sul palco in un vestito rosso e, mentre eseguiva la canzone, lanciò una poltrona giù dalle scale sul palco.
Swift eseguì "Forever & Always" durante alcune date selezionate dei suoi tour mondiali successivi. La incluse nel setlist per il suo concerto del 22 marzo 2013 a Columbia (Carolina del Sud), come parte del Red Tour. Interpretò la canzone durante il suo concerto del 15 settembre 2018 a Indianapolis (Indiana), come parte del suo Reputation Stadium Tour. "Forever & Always" è stata anche una "canzone a sorpresa" il 13 maggio 2023, durante il concerto di Philadelphia del The Eras Tour di Swift.

## Classifiche
| Classifica                    | Posizione massima |
| ----------------------------- | ----------------- |
| Canada                        | 37                |
| Stati Uniti                   | 34                |
| Stati Uniti (country digital) | 44                |

## Forever & Always(Taylor's Version)
In seguito alla controversia con la sua precedente casa discografica e la vendita dei master delle pubblicazioni precedenti al suo contratto con la Republic Records, Swift ha cominciato a ri-registrare tutta la sua discografia dal 2006 al 2019, includendo anche brani non inclusi in alcun album in studio. Ogni reincisione presenta la dicitura Taylor's Version nel titolo, per distinguerla dall'incisione originale e quindi dal master non di proprietà della cantautrice.
Il 9 aprile 2021 Taylor Swift ha ripubblicato il brano sotto il nome Forever & Always (Taylor's Version), incluso nell'album Fearless (Taylor's Version) sia nella versione originale che in quella acustica.

### Classifiche
| Classifica  | Posizione massima |
| ----------- | ----------------- |
| Australia   | 45                |
| Canada      | 37                |
| Singapore   | 28                |
| Stati Uniti | 65                |